# 21662 Benigni
21662 Benigni è un asteroide della fascia principale. Scoperto il 1º settembre 1999 a Santa Lucia Stroncone (la prima osservazione risale al 1993), presenta un'orbita caratterizzata da un semiasse maggiore pari a 2,5448344 UA e da un'eccentricità di 0,1683414, inclinata di 13,02789° rispetto all'eclittica.
È stato battezzato così in onore dell'attore e regista italiano Roberto Benigni.